# Socket sTRX4
Socket sTRX4 (или Socket SP3r3) — разъём для настольных высокопроизводительных процессоров AMD Ryzen Threadripper архитектуры Zen 2 (третьего поколения Threadripper, кодовое название Castle Peak).
Сокет вышел в ноябре 2019 года, выполнен в формате LGA. То есть, в нём расположены пружинные контакты, к которым прижимается устанавливаемый процессор. Количество контактов в разъёме — 4094.
Сокет пришёл на смену разъёму TR4, похож с ним по размерам и внешне, имеет такое-же количество контактов, однако, они не совместимы. То есть, процессоры для сокета TR4 не могут устанавливаться в Socket sTRX4 и наоборот.